# FA-cupen 1871/1872
FA-cupen 1871/1872 var den historiska första säsongen av engelska FA-cupen, världens äldsta fotbollstävling. Det är en årlig cupturneringen arrangerad av engelska fotbollsförbundet, Football Association där mästarna koras in en final, FA-cupfinalen.
Under denna första säsong av FA-cupen ställde 15 lag upp, men i flertalet matcher gick ena laget vidare på grund av walkover (w/o) till exempel då andra laget inte infann sig till spel. Totalt spelades under turnering 13 matcher varefter cupmästarna kunde koras. I FA-cupfinalen möttes Wanderers och Royal Engineers där Wanderers vann med 1-0 och därmed blev FA-cupmästare.

## Första omgången
Trots att det var sju matcher planerade i första omgången spelades enbart fyra. Wanderers och Royal Engineers gick båda vidare på walk over när deras motståndare drog sig ur turneringen. Då Queen's Park och Donington School inte kunde enas om ett matchdatum, gick båda vidare till andra omgången utan att spela. På grund av ojämnt antal anmälda så fick Hampstead Heathens stå över till andra omgången. FA-cupen första mål någonsin gjordes av Jarvis Kenrick i Clapham Rovers.
|  | 11 november 1871 | Barnes | 2 – 0 | Civil Service | Stadium = okänd             |                             |
|  |                  | ?′ ?′  |       |               | Publik: 1 200 Domare: okänd | Publik: 1 200 Domare: okänd |
|  |                  |        |       |               | Publik: 1 200 Domare: okänd | Publik: 1 200 Domare: okänd |
|  |                  |        |       |               | Publik: 1 200 Domare: okänd | Publik: 1 200 Domare: okänd |

|  | 11 november 1871 | Hitchin | 0 – 0 | Crystal Palace | Stadium = okänd           |  |
|  |                  |         |       |                | Publik: 750 Domare: okänd |  |
|  |                  |         |       |                |                           |  |
|  |                  |         |       |                |                           |  |

|  | 11 november 1871 | Maidenhead | 2 – 0 | Marlow | York Road, Maidenhead       |                             |
|  |                  | ?′ ?′      |       |        | Publik: 1 287 Domare: okänd | Publik: 1 287 Domare: okänd |
|  |                  |            |       |        | Publik: 1 287 Domare: okänd | Publik: 1 287 Domare: okänd |
|  |                  |            |       |        | Publik: 1 287 Domare: okänd | Publik: 1 287 Domare: okänd |

|  |  | Queens Park | vs. | Donington School | Stadium = N/A |  |
|  |  |             |     |                  | Domare: N/A   |  |
|  |  |             |     |                  |               |  |
|  |  |             |     |                  |               |  |

|  | 11 november 1871 | Upton Park | 0 – 3 | Clapham Rovers     | West Ham Park, London       |                             |
|  |                  |            |       | Jarvis Kenrick′ ?′ | Publik: 1 500 Domare: okänd | Publik: 1 500 Domare: okänd |
|  |                  |            |       |                    | Publik: 1 500 Domare: okänd | Publik: 1 500 Domare: okänd |
|  |                  |            |       |                    | Publik: 1 500 Domare: okänd | Publik: 1 500 Domare: okänd |

|  |  | Royal Engineers | w/o från | Reigate Priory | Stadium = N/A |  |
|  |  |                 |          |                | Domare: N/A   |  |
|  |  |                 |          |                |               |  |
|  |  |                 |          |                |               |  |

|  |  | Wanderers | w/o från | Harrow Chequers | Stadium = N/A |  |
|  |  |           |          |                 | Domare: N/A   |  |
|  |  |           |          |                 |               |  |
|  |  |           |          |                 |               |  |

|  |  | Hampstead Heathens | stod över |  | Stadium = N/A |  |
|  |  |                    |           |  | Domare: N/A   |  |
|  |  |                    |           |  |               |  |
|  |  |                    |           |  |               |  |

- Queen's Park och Donington School fick båda gå vidare andra omgången då de inte kunde enas om matchdatum
- Hitchin och Crystal Palace gick båda vidare till andra omgången utan att spela omspelsmatchen.

## Andra omgången
I andra omgången så lottades Queen's Park och Donington School ännu en gång att mötas. Den här gången så drog sig Donington ur truneringen och Queen's Park gick vidare till tredje omgången. Matchen mellan Barnes och Hampstead Heathens slutade oavgjort men istället för att låta båda gå vidare så tillgreps ompel där Heathens vann och gick vidare.
|  | 16 december 1871 | Crystal Palace | 3 – 0 | Maidenhead | Crystal Palace National Sports Centre |               |
|  |                  | ?′ ?′ ?′       |       |            | Domare: okänd                         | Domare: okänd |
|  |                  |                |       |            | Domare: okänd                         | Domare: okänd |
|  |                  |                |       |            | Domare: okänd                         | Domare: okänd |

|  | 16 december 1871 | Wanderers | 3 – 1 | Clapham Rovers | Stadium = okänd             |                             |
|  |                  | Pelham    |       |                | Publik: 2 000 Domare: okänd | Publik: 2 000 Domare: okänd |
|  |                  |           |       |                | Publik: 2 000 Domare: okänd | Publik: 2 000 Domare: okänd |
|  |                  |           |       |                | Publik: 2 000 Domare: okänd | Publik: 2 000 Domare: okänd |

|  | 23 december 1871 | Barnes | 1 – 1 | Hampstead Heathens | Barnes        |               |
|  |                  | ?′     |       | ?′                 | Domare: okänd | Domare: okänd |
|  |                  |        |       |                    | Domare: okänd | Domare: okänd |
|  |                  |        |       |                    | Domare: okänd | Domare: okänd |

|  | 6 januari 1872 | Hampstead Heathens | 1 – 0 | Barnes | Stadium = okänd           |                           |
|  |                | ?′                 |       |        | Publik: 600 Domare: okänd | Publik: 600 Domare: okänd |
|  |                |                    |       |        | Publik: 600 Domare: okänd | Publik: 600 Domare: okänd |
|  |                |                    |       |        | Publik: 600 Domare: okänd | Publik: 600 Domare: okänd |

|  | 10 januari 1872 | Hitchin | 0 – 5 | Royal Engineers | Stadium = okänd           |                           |
|  |                 |         |       | ?′ ?′ ?′ ?′ ?′  | Publik: 750 Domare: okänd | Publik: 750 Domare: okänd |
|  |                 |         |       |                 | Publik: 750 Domare: okänd | Publik: 750 Domare: okänd |
|  |                 |         |       |                 | Publik: 750 Domare: okänd | Publik: 750 Domare: okänd |

|  |  | Queen's Park | w/o från | Donington School | Stadium = N/A |  |
|  |  |              |          |                  | Domare: N/A   |  |
|  |  |              |          |                  |               |  |
|  |  |              |          |                  |               |  |

## Kvartsfinaler
Tredje omgången var tillika kvartsfinaler och då det var ett ojämnt antal lag kvar i turneringen fick Queen's Park stå över till nästa omgång. De hade därmed avancerat till semifinal i turneringen utan att spela en match! Matchen mellan   Wanderers och Crystal Palace slutade oavgjort och båda lagen gick vidare till semifinalen. Royal Engineers var det fjärde laget som gick vidare efter en övertygande seger över Hampstead Heathens. Hampstead deltog aldrig i turnering igen.
|  | 27 januari 1872 | Royal Engineers | 3 – 0 | Hampstead Heathens | Stadium = okänd |               |
|  |                 | ?′ ?′ ?′        |       |                    | Domare: okänd   | Domare: okänd |
|  |                 |                 |       |                    | Domare: okänd   | Domare: okänd |
|  |                 |                 |       |                    | Domare: okänd   | Domare: okänd |

|  | 20 januari 1872 | Wanderers | 0 – 0 | Crystal Palace | Stadium = okänd |  |
|  |                 |           |       |                | Domare: okänd   |  |
|  |                 |           |       |                |                 |  |
|  |                 |           |       |                |                 |  |

|  |  | Queen's Park | stod över |  | Stadium = N/A |  |
|  |  |              |           |  | Domare: N/A   |  |
|  |  |              |           |  |               |  |
|  |  |              |           |  |               |  |

- Wanderers och Crystal Palace fick båda avancera till nästa omgång utan omspel.

## Semifinaler
Alla matcher från och med semifinalen spelades på Kennington Oval i London. Bägge semifinalerna slutade mållösa och omspel tillgreps. Queen's Park, hade dock inte råd att gör om den långa resan från Glasgow en andra gång utan drog sig ur turneringen och därmed var Wanderers i final. Royal Engineers säkrade den andra finalplatsen genom att besegra Crystal Palace i omspelet.
|  | 17 februari 1872 | Crystal Palace | 0 – 0 | Royal Engineers | Kennington Oval, London |  |
|  |                  |                |       |                 | Publik: 2 000           |  |
|  |                  |                |       |                 |                         |  |
|  |                  |                |       |                 |                         |  |

|  | 5 mars 1872 | Queen's Park | 0 – 0 | Wanderers | Kennington Oval, London |  |
|  |             |              |       |           | Publik: 2 000           |  |
|  |             |              |       |           |                         |  |
|  |             |              |       |           |                         |  |

### Omspel
|  | 9 mars 1872 | Royal Engineers | 3 – 0 | Crystal Palace | Kennington Oval, London |  |
|  |             |                 |       |                | Publik: 2 000           |  |
|  |             |                 |       |                |                         |  |
|  |             |                 |       |                |                         |  |

|  |  | Wanderers | w/o från | Queen's Park |  |  |
|  |  |           |          |              |  |  |
|  |  |           |          |              |  |  |
|  |  |           |          |              |  |  |

## Final
|  | 16 mars 1872 | Wanderers | 1 – 0           | Royal Engineers | Kennington Oval, London            |                                    |
|  |              | Betts 15′ | (1 – 0) Rapport |                 | Publik: 2 000 Domare: Alfred Stair | Publik: 2 000 Domare: Alfred Stair |
|  |              |           |                 |                 | Publik: 2 000 Domare: Alfred Stair | Publik: 2 000 Domare: Alfred Stair |
|  |              |           |                 |                 | Publik: 2 000 Domare: Alfred Stair | Publik: 2 000 Domare: Alfred Stair |